# Шлюб за дорученням

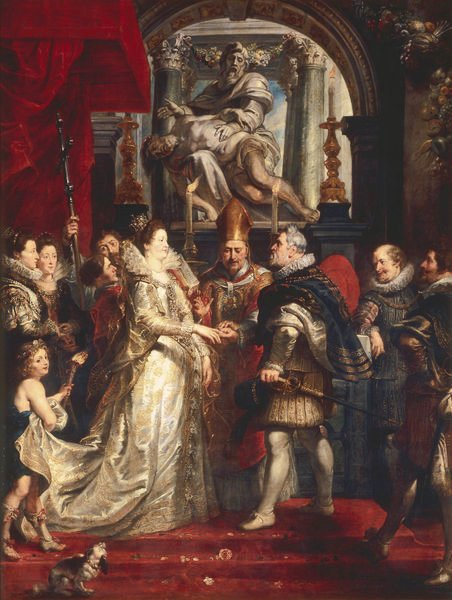
Шлюб за дорученням між Марією Медічі та Генріхом IV Пітера Пауля Рубенса (1622-25)

Шлюб за дорученням, або весілля за дорученням, — це весілля, один або обидва учасники якого особисто не беруть участі в церемонії і зазвичай їх представляють інші люди. Випадок, за якого відсутні обидва учасники, може називатися шлюбом за подвійним дорученням.
До шлюбу за дорученням зазвичай удаються або тоді, коли пара бажає укласти шлюб, але один чи обидва партнери не можуть бути присутніми з таких причин як військова служба, тюремне ув'язнення або підписка про невиїзд; або тоді, коли за місцем їх проживання закон забороняє укладати шлюб (як, наприклад, у Ізраїлі, де укладати шлюб можуть лише люди, які сповідують одну і ту ж релігію).
Шлюб за дорученням не визнається законним у більшості країн: і наречений, і наречена зобов'язані бути присутніми на церемонії. Шлюб за дорученням, укладений у будь-якому іншому місці, може бути визнаним і в державах, які його забороняють. Наприклад, Ізраїль визнає шлюби за дорученням, укладені за кордоном євреями, які не можуть зробити цього в Ізраїлі.

## Історія
Шлюб за дорученням був поширеним серед європейських монархів і родової знаті Середньовіччя і раннього Нового часу. Приклади:
- Марія Угорська і Людовик Орлеанський, 1385;
- Людовик XVI і Марія-Антуанетта;
- Наполеон I і Марія-Луїза Австрійська;
- Катерина Арагонська і Артур (принц Уельський).

Знаменита картина Пітера Пауля Рубенса зображує шлюб за дорученням, укладений між Генріхом IV та Марією Медічі.